# Amphoe Chom Phra
Amphoe Chom Phra (Thai: อำเภอ จอมพระ) ist ein Landkreis (Amphoe – Verwaltungs-Distrikt) in der Provinz Surin. Die Provinz Surin liegt in der Nordostregion von Thailand, dem so genannten Isan.

## Geographie
Amphoe Chom Phra grenzt an die folgenden Distrikte (von Norden im Uhrzeigersinn): an die Amphoe Tha Tum, Sanom, Sikhoraphum, Khwao Sinarin und Mueang Surin in der Provinz Surin, sowie an Amphoe Satuek der Provinz Buriram.

## Geschichte
Chom Phra wurde 1959 zunächst als „Zweigkreis“ (King Amphoe) eingerichtet, indem sein Gebiet vom Amphoe Tha Tum separiert wurde. Am 27. Juli 1965 wurde er offiziell zum Amphoe heraufgestuft.

## Verwaltung

### Provinzverwaltung
Der Landkreis Chom Phra ist in neun Tambon („Unterbezirke“ oder „Gemeinden“) eingeteilt, die sich weiter in 105 Muban („Dörfer“) unterteilen.
| Nr. | Name        | Thai    | Muban | Einw.  |
| --- | ----------- | ------- | ----- | ------ |
| 01. | Chom Phra   | จอมพระ  | 15    | 11.424 |
| 02. | Mueang Ling | เมืองลีง  | 18    | 10.285 |
| 03. | Krahat      | กระหาด  | 09    | 03.867 |
| 04. | Bu Kraeng   | บุแกรง   | 15    | 07.744 |
| 05. | Nong Sanit  | หนองสนิท | 10    | 06.890 |
| 06. | Ban Phue    | บ้านผือ   | 11    | 05.372 |
| 07. | Lum Rawi    | ลุ่มระวี   | 10    | 04.706 |
| 08. | Chum Saeng  | ชุมแสง   | 07    | 04.784 |
| 09. | Pen Suk     | เป็นสุข   | 10    | 05.118 |

### Lokalverwaltung
Es gibt drei Kommunen mit „Kleinstadt“-Status (Thesaban Tambon) im Landkreis:
- Krahat (Thai: เทศบาลตำบลกระหาด), bestehend aus dem gesamten Tambon Krahat.
- Bu Kraeng (Thai: เทศบาลตำบลบุแกรง), bestehend aus dem gesamten Tambon Bu Kraeng.
- Chom Phra (Thai: เทศบาลตำบลจอมพระ), bestehend aus Teilen des Tambon Chom Phra.

Außerdem gibt es sieben „Tambon-Verwaltungsorganisationen“ (องค์การบริหารส่วนตำบล – Tambon Administrative Organizations, TAO):
- Chom Phra (Thai: องค์การบริหารส่วนตำบลจอมพระ)
- Mueang Ling (Thai: องค์การบริหารส่วนตำบลเมืองลีง)
- Nong Sanit (Thai: องค์การบริหารส่วนตำบลหนองสนิท)
- Ban Phue (Thai: องค์การบริหารส่วนตำบลบ้านผือ)
- Lum Rawi (Thai: องค์การบริหารส่วนตำบลลุ่มระวี)
- Chum Saeng (Thai: องค์การบริหารส่วนตำบลชุมแสง)
- Pen Suk (Thai: องค์การบริหารส่วนตำบลเป็นสุข)